# Mănăstirea Stelea
Mănăstirea Stelea este o mănăstire ortodoxă de călugări din România situată în municipiul Târgoviște, județul Dâmbovița. Complexul religios se află pe Strada Stelea nr. 6 din Târgoviște, iar construcția sa datează din secolele al XV-lea și al XVI-lea.
Mănăstirea a fost ridicată în a doua jumătate a veacului al XVI-lea de negustorul Stelea, fiind menționată în 1582 de un hrisov prin care Mihnea Turcitul întărea o danie făcută mănăstirii. În 1645, domnul Moldovei, Vasile Lupu, ridică din nou, biserica păstrată până astăzi, o nouă casă egumenească, chilii și ziduri de incintă, ca semn al împăcării cu domnul Țării Românești, Matei Basarab.
Ansamblul Mănăstirii Stelea a fost inclus pe Lista monumentelor istorice din județul Dâmbovița din anul 2015, având codul de clasificare  DB-II-a-A-17310. El este format din:
- Biserica „Învierea Domnului”, construită în perioada 1644-1645, pe fundații datând din secolul al XVI-lea. În pisania bisericii se precizează că biserica a fost ridicată de Vasile Lupu pe locul unei biserici mai vechi, al cărei ctitor a fost Stelea negustorul. Stilul arhitectonic al bisericii are specific moldovenesc, fiind singura biserică construită în Țara Românească după modelul bisericii Trei Ierarhi din Iași.[3];
- Casa egumenească sau Casa Nifon, reconstituită în anul 1975 pe ruine datând din secolele al XV-lea, al XVI-lea și al XVII-lea;
- Beciul primei case egumenești, ce a fost construit în secolul al XV-lea;
- Corp de chilii (latura de vest), ridicat în secolul al XVII-lea pe fundații din secolul al XV-lea și refăcut în secolul al XIX-lea;
- Ziduri de incintă cu urme de chilii, ce datează din secolul al XVII-lea;
- Turnul clopotniță, ridicat în secolul al XVI-lea;
- Corp de poartă, construit în secolul al XVII-lea.